# Peetu Piiroinen
Peetu Ilari Piiroinen (Hyvinkää, 15 febbraio 1988) è un ex snowboarder finlandese.

## Biografia
Specialista di big air, halfpipe e slopestyle, ha esordito in Coppa del Mondo il 7 settembre 2008 a Cardrona, in Nuova Zelanda, giungendo 40º in halfpipe. Conquista il primo podio nel big air tenutosi a Kreischberg in Austria nel 2006,.
Nello stesso anno vince la medaglia di bronzo ai Mondiali juniores di Vivaldi Park 2006 (in Corea del Sud) in halfpipe. Il primo successo in Coppa del Mondo lo ottiene a Graz nella stessa disciplina nel 2007, stagione durante la quale si aggiudica la Coppa del Mondo di big air. Nel 2010 vince la medaglia d'argento ai XXI Giochi olimpici invernali di Vancouver 2010 in halfpipe.

## Palmarès

### Olimpiadi
- 1 medaglia:
  - 1 argento (halfpipe a Vancouver 2010)

### Winter X Games
- 1 medaglia:
  - 1 bronzo (slopestyle ad Aspen 2012)

### Mondiali juniores
- 1 medaglia:
  - 1 bronzo (halfpipe a Vivaldi Park 2006)

### Coppa del Mondo
- Miglior piazzamento in classifica generale: 3º nel 2007
- Vincitore della Coppa del Mondo di big air nel 2007
- Miglior piazzamento nella Coppa del Mondo di slopestyle: 11º nel 2013
- Miglior piazzamento nella Coppa del Mondo di halfpipe: 5º nel 2007
- 10 podi:
  - 5 vittorie
  - 2 secondi posti
  - 3 secondi posti

#### Coppa del Mondo - vittorie
| Data             | Luogo        | Paese       | Disciplina |
| ---------------- | ------------ | ----------- | ---------- |
| 6 gennaio 2007   | Graz         | Austria     | BA         |
| 3 febbraio 2007  | Bardonecchia | Italia      | HP         |
| 10 febbraio 2007 | Mosca        | Russia      | BA         |
| 7 ottobre 2007   | Rotterdam    | Paesi Bassi | BA         |
| 25 ottobre 2008  | Londra       | Regno Unito | BA         |

Legenda:

BA = Big air

HP = Halfpipe